# كليمنت ويلكس
كليمنت ويلكس (بالإنجليزية: Clement Wilks)‏ هو مهندس أسترالي، ولد في 15 فبراير 1819، وتوفي في 2 مايو 1871 في St Kilda, Victoria ‏ في أستراليا.